# Frieda Dänzer
Frieda Dänzer, née le 16 novembre 1931 à Adelboden et morte le 21 janvier 2015, est une skieuse alpine suisse.

## Palmarès

### Jeux olympiques d'hiver
| Épreuve / Édition         | Descente | Slalom géant | Slalom | Combiné                          |
| JO 1956 Cortina d'Ampezzo | Argent   | 11e          | 10e    | Épreuve inexistante à cette date |

### Championnats du monde
| Épreuve / Édition         | Descente | Slalom géant | Slalom | Combiné |
| JO 1956 Cortina d'Ampezzo | Argent   | 11e          | 10e    | Argent  |
| Mondiaux 1958 Bad Gastein | Argent   | Bronze       | 8e     | Or      |